# 新整備場駅
新整備場駅（しんせいびじょうえき）は、東京都大田区羽田空港三丁目にある東京モノレール東京モノレール羽田空港線の駅である。駅番号はMO 09。

## 歴史
- 1993年（平成5年）9月27日 - 開業[1]。
- 2002年（平成14年）4月21日 - IC乗車カードSuica供用開始。

## 駅構造
相対式ホーム2面2線を有する地下駅。
駅出入口は1か所で、通路の途中にエレベーター・エスカレーターが各1基設置されている。ただし、改札階からホームまでは階段のみのため、車椅子利用者は可搬式階段昇降機での対応となる。トイレは改札外にある。
モノレール・エージェンシーが駅業務を受託する業務委託駅で、自動改札機、自動券売機が設置されている。

### のりば
番号は設定されていない。
| ホーム | 路線                     | 方向 | 行先                      |
| ------ | ------------------------ | ---- | ------------------------- |
| 北側   | 東京モノレール羽田空港線 | 下り | 羽田空港第2ターミナル方面 |
| 南側   | 東京モノレール羽田空港線 | 上り | モノレール浜松町方面      |

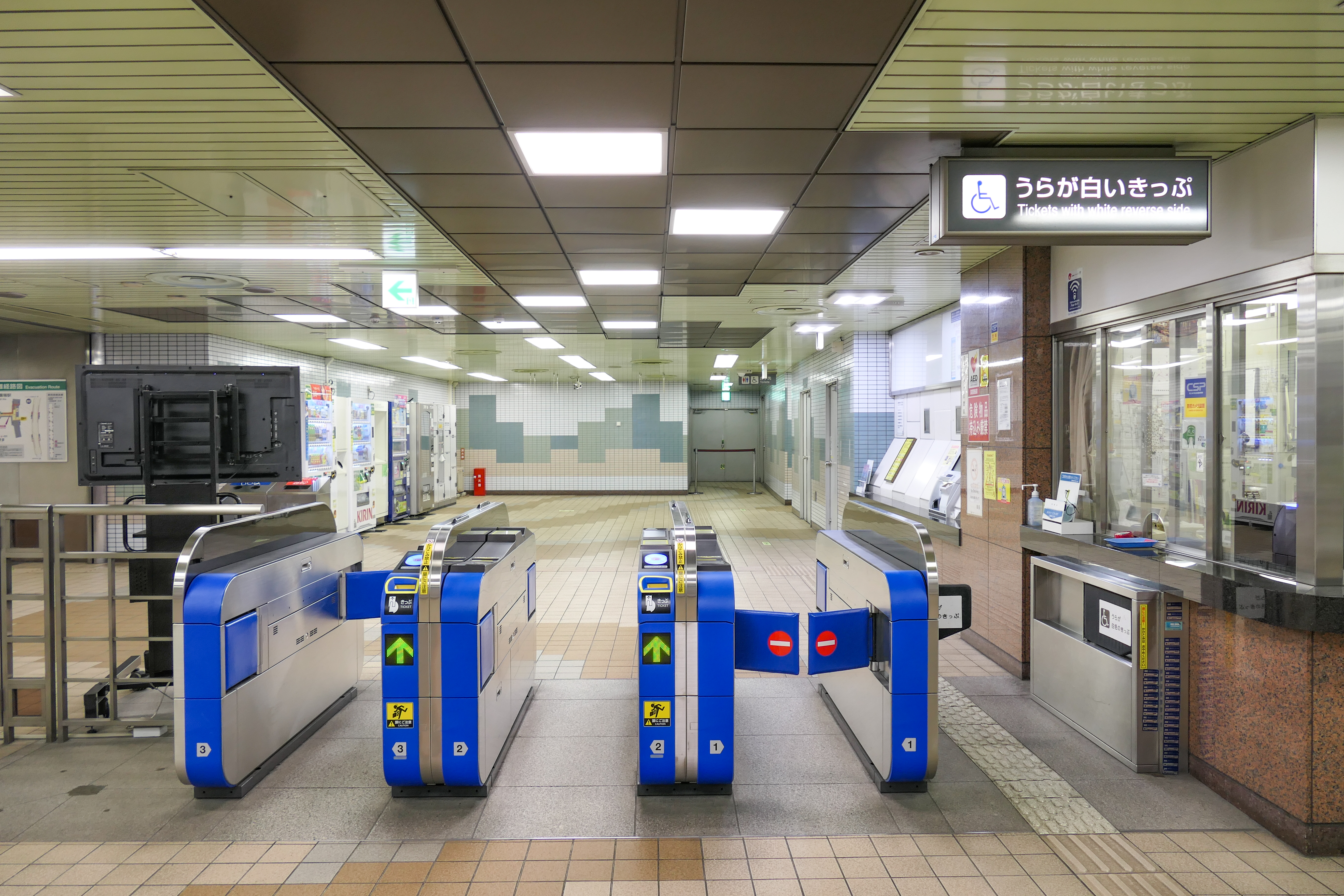
改札口（2021年9月）
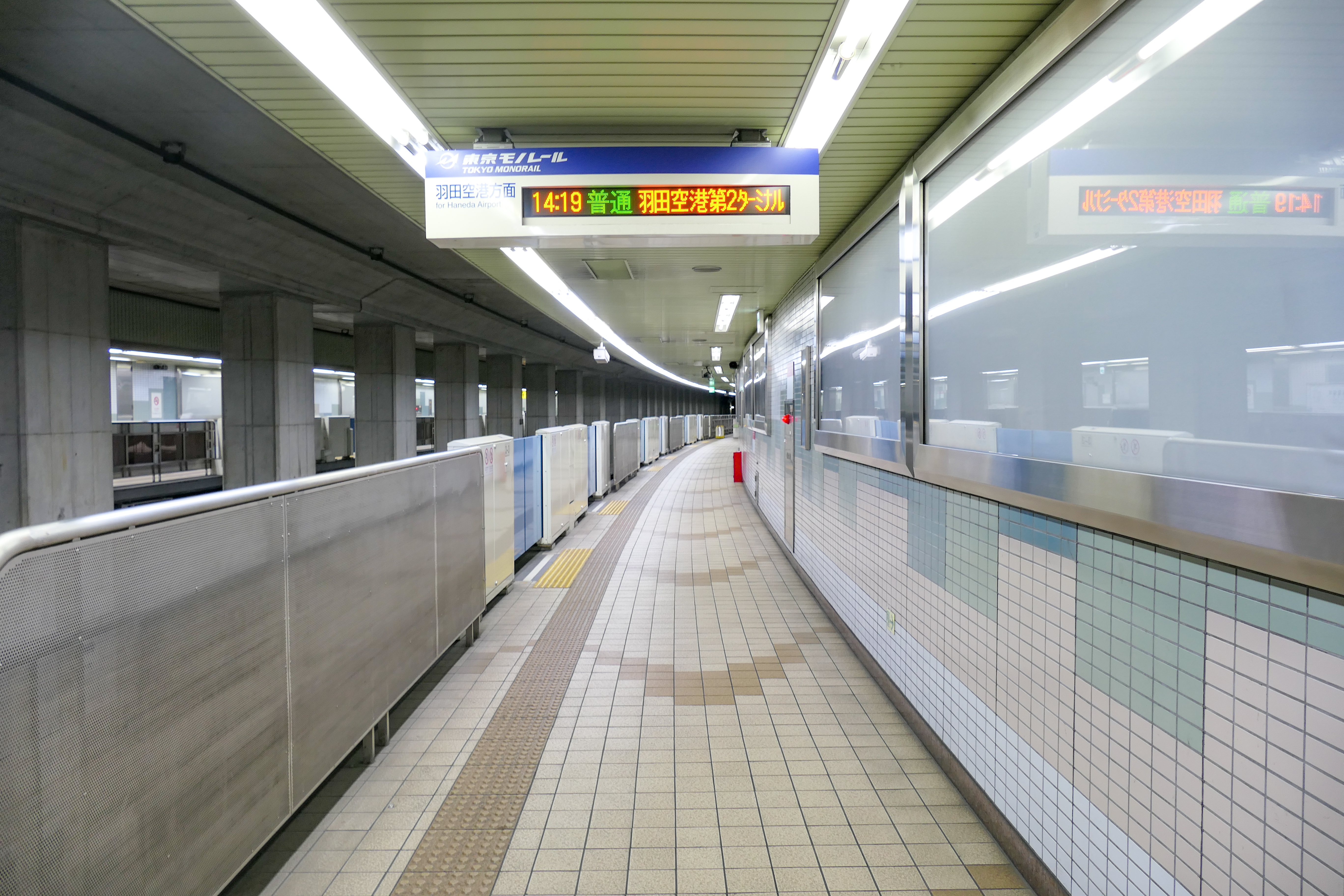
羽田空港方面ホーム（2021年9月）
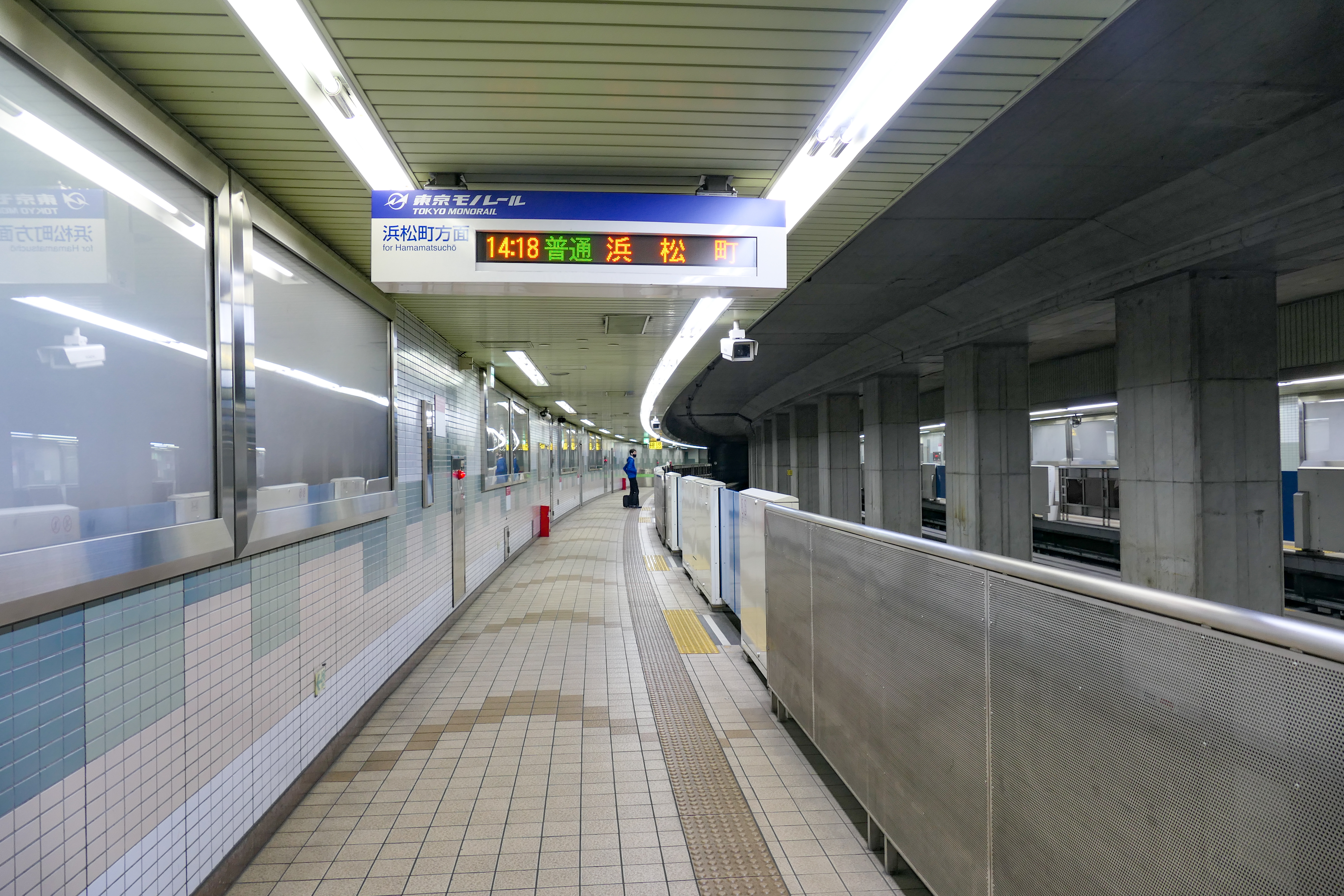
浜松町方面ホーム（2021年9月）

## 利用状況
2024年度の1日平均乗降人員は4,364人である。各航空会社の整備地区や空港関連企業、団体に勤務する人々のための駅であるため、一般の乗客の乗り降りは、近隣の旅客機整備工場見学者程度である。
開業以来の1日平均乗降・乗車人員推移は下表の通りである。
| 年度               | 1日平均 乗降人員 | 1日平均 乗車人員 | 出典     |
| ------------------ | ---------------- | ---------------- | -------- |
| 1993年（平成05年） |                  | 1,425            | [ * 1 ]  |
| 1994年（平成06年） |                  | 1,556            | [ * 2 ]  |
| 1995年（平成07年） |                  | 1,620            | [ * 3 ]  |
| 1996年（平成08年） |                  | 1,562            | [ * 4 ]  |
| 1997年（平成09年） |                  | 1,504            | [ * 5 ]  |
| 1998年（平成10年） |                  | 1,844            | [ * 6 ]  |
| 1999年（平成11年） |                  | 1,377            | [ * 7 ]  |
| 2000年（平成12年） |                  | 951              | [ * 8 ]  |
| 2001年（平成13年） |                  | 940              | [ * 9 ]  |
| 2002年（平成14年） |                  | 1,008            | [ * 10 ] |
| 2003年（平成15年） |                  | 863              | [ * 11 ] |
| 2004年（平成16年） |                  | 1,082            | [ * 12 ] |
| 2005年（平成17年） | 3,032            | 1,329            | [ * 13 ] |
| 2006年（平成18年） | 3,559            | 1,600            | [ * 14 ] |
| 2007年（平成19年） | 3,839            | 1,727            | [ * 15 ] |
| 2008年（平成20年） | 4,323            | 1,918            | [ * 16 ] |
| 2009年（平成21年） | 3,897            | 1,717            | [ * 17 ] |
| 2010年（平成22年） | 3,353            | 1,477            | [ * 18 ] |
| 2011年（平成23年） | 3,156            | 1,415            | [ * 19 ] |
| 2012年（平成24年） | 3,447            | 1,551            | [ * 20 ] |
| 2013年（平成25年） | 3,725            | 1,649            | [ * 21 ] |
| 2014年（平成26年） | 3,927            | 1,718            | [ * 22 ] |
| 2015年（平成27年） | 3,915            | 1,689            | [ * 23 ] |
| 2016年（平成28年） | 4,179            | 1,775            | [ * 24 ] |
| 2017年（平成29年） | 4,508            | 1,868            | [ * 25 ] |
| 2018年（平成30年） | 4,910            | 2,123            | [ * 26 ] |
| 2019年（令和元年） | 5,248            |                  |          |
| 2020年（令和02年） | 2,796            |                  |          |
| 2021年（令和03年） | 2,654            |                  |          |
| 2022年（令和04年） | 3,236            |                  |          |
| 2023年（令和05年） | 4,167            |                  |          |
| 2024年（令和06年） | 4,364            |                  |          |

備考
1. ↑  1993年9月27日開業。

## 駅周辺
整備場駅同様、各航空会社の整備地区およびオフィスエリアであるため、駅周辺に各社の関係者以外も使用できる商業施設は少ない。周辺は空港のエプロンや誘導路に囲まれ孤立した地区に見えるが、駅南側の環八通り歩道経由で国際線貨物ターミナル・第3ターミナル方面へ、駅東側の湾岸道路歩道経由で第1ターミナル方面へ、それぞれ徒歩で移動することは可能である。
- 東京国際空港（羽田空港）
  - 日本航空メインテナンスセンター1
    - 日本航空安全啓発センター
    - 穴守稲荷神社分社

  - 日本航空メインテナンスセンター2
  - 全日本空輸機体工場
  - ANAコンポーネントメンテナンスビル
  - ユーティリティセンタービル
    - スカイマーク本社
    - ソラシドエア オペレーションセンター
    - JALインフォテック 羽田支店
    - ANAスカイビルサービス
    - ブルーコーナー UC店
    - ファミリーマート 羽田新整備場駅前店

  - 三愛オブリ羽田支社
  - 東京消防庁蒲田消防署空港分署
- 東京都道311号環状八号線
- 国道357号
- 首都高速湾岸線 湾岸環八出入口

## バス路線
以下の路線のほか、日本航空など企業関係者専用のシャトルバスが発着している。
- 京浜急行バス
  - 空72：羽田空港第1ターミナル → 東京空港事務所前 → 西貨物 → 東貨物 → 空港警察署前 → 羽田空港第2ターミナル → 東新整備場 → 南新整備場 → 西新整備場 → 羽田空港第1ターミナル）
  - 空71：深夜の羽田車庫ゆきの一部便のみで最寄りは「南新整備場」。

空72は毎時1便が運行される。この路線の前身は羽田空港国内線ターミナルと貨物地区を結ぶ空71で、新整備場地区の利便性向上のために空71の一部を振り返る形で設定された。空71と同じく循環運行を行う。新整備場駅最寄りは「東新整備場」または「西新整備場」。
- 京浜急行バス
  - 空港リムジンバス（空91） ※一部便のみ

## 隣の駅
東京モノレール
 東京モノレール羽田空港線
■空港快速・■区間快速
通過
■普通
羽田空港第3ターミナル駅 (MO 08) - 新整備場駅 (MO 09) - 羽田空港第1ターミナル駅 (MO 10)